# Betty Suarez
 (janvier 2008).
Si vous disposez d'ouvrages ou d'articles de référence ou si vous connaissez des sites web de qualité traitant du thème abordé ici, merci de compléter l'article en donnant les références utiles à sa vérifiabilité et en les liant à la section « Notes et références ».
Beatriz « Betty » U. Suarez est le personnage principal de fiction et héroïne de la série télévisée américaine Ugly Betty. Elle est jouée par l'actrice America Ferrera, qui remporte notamment un Golden Globe et le SAG award pour son interprétation.

## Biographie du personnage
Betty Suarez vit dans le quartier de Jackson Heights dans la ville de New York à Queens. Elle était élève à Queensborough High School et a été diplômée en 2002. Elle n'est jamais allée au bal de promotion de son école secondaire et a mis en place un groupe anti-bal avec sa meilleure amie Trina, qui plus tard fut invitée. Betty et Trina ne se sont plus reparlé. Membre de l'Association musicale, elle reçoit un prix pour avoir joué de la cymbale et du triangle. Betty a également été la mascotte de l'équipe de basket-ball pour laquelle elle a été nommée « La plus inspirée Mascotte de basket-ball », comme elle était aussi éditrice annuelle, il est possible qu’elle se soit donné ce titre à elle-même.
Elle est élève à l'université du Queens, à Flushing, elle est décrite comme « l'une des écoles les moins chères d'Amérique ». Elle obtient son diplôme QC, en décembre 2005, avec un BFA médias, Distinction latine. Elle est trésorière de la Latina Women's League, éditrice annuelle, et une contributrice du journal de l'école, le Journal Chevalier. Il faut savoir que son véritable objectif est de devenir éditrice d'un magazine, ce qui explique ses compétences journalistiques.
Des kilos en trop, un appareil dentaire, des vêtements que personne n'oserait porter ... composent le portait physique de Betty.

## Saison 1
Dans la saison 1, Betty est choisie pour être la nouvelle assistante du nouveau rédacteur en chef, Daniel Meade. 
Au début de la série, elle est très mal accueillie dans l'entreprise << Mode >>. Seule sa future meilleure amie, Christina McKinney,l'accueille avec gentillesse. 
Elle fait ensuite la connaissance de Henry Grubstick, comptable chez << Mode >>. Elle tombe rapidement sous son charme et ce dernier éprouve les mêmes sentiments. Ils finissent alors par sortir ensemble lors de la saison 1, mais au début de la saison 2, on apprend que celui-ci sera le père de l'enfant de son ex-petite-amie, Charlie. Leur relation se complique...

## Saison 2
Dans la saison 2, Betty ne sais plus quoi faire avec sa relation avec Henry. Cependant, elle choisit de se remettre avec lui, même si elle est sûr qu'elle finira par avoir le cœur brisé quand celui-ci partira à Tucson. Mais lorsque Betty commence à se rapprocher de Gio, qui lui propose un voyage à Rome. Henry revient de Tucson pour la demander en mariage, elle ne sait pas quoi faire, va-t-elle choisir d'épouser Henry ou de partir en voyage avec Gio ?

## Saison 3
Dans la saison 3, elle se rapproche de Marc et d'Amanda qui sont normalement ses ennemis/amis.

## Saison 4
Betty sait qu'elle doit annoncer à Daniel qu'elle part à Londres pour travailler en tant que rédactrice en chef. Mais quand celui-ci l'apprend, il réagit très mal. C'est alors que celui-ci la rejoint à Londres en tant qu'assistant de Betty.